# Chrysops variegatus
Chrysops variegatus är en tvåvingeart som först beskrevs av De Geer 1776.  Chrysops variegatus ingår i släktet Chrysops och familjen bromsar. Inga underarter finns listade i Catalogue of Life.